# Jan Eliasz
Jan Eliasz (ur. 1888) – polski „Sprawiedliwy wśród Narodów Świata”.

## Życiorys
W trakcie II wojny światowej zaangażował się w pomoc Żydom. Mieszkał wówczas we wsi Turbowice nieopodal Rawy Mazowieckiej. Otworzył swój dom dla prześladowanych przez Niemców Żydów i dał im żywność oraz schronienie. Kiedy w okolicy Niemcy utworzyli getta, Eliasz zatrudniał Żydów w swoim gospodarstwie i zapewniał im schronienie w swoim domu. W październiku 1942 r., gdy Niemcy przystąpili do likwidacji getta w Białej Rawskiej i wzrosła liczba uciekinierów, wielu z nich zwracało się do Eliasza o żywność i tymczasowe lub stałe schronienie. Jan Eliasz, niezrażony podejrzeniami i groźbami sąsiadów, nadal ukrywał uchodźców. Część ukrył w budynkach gospodarczych, a innym załatwił pobyt u krewnych i przyjaciół za zapłatę, nie oczekując niczego w zamian. Wśród tych, którzy zawdzięczali mu życie, byli: Jakub (Janek) Rosenbaum, Leon i Berla Sztubertowie, Bronisława Berlińska, Maria Godlewska, Zygmunt Goldberg, Maks Gitman-Mogilnicki. 
13 października 1964 r. Instytut Jad Waszem uhonorował Jana Eliasza medalem „Sprawiedliwy wśród Narodów Świata”.